# Benjamin Malaussène
Benjamin Malaussène è il personaggio centrale nei romanzi del Ciclo di Malaussène di Daniel Pennac. Di professione è capro espiatorio (prima nel Grande Magazzino, sorta di "tempio" del consumismo, poi alle Edizioni del Taglione).

## Funzione del personaggio
«Pianga, Malaussène, pianga in modo convincente. Sia un buon capro», o qualcosa di simile, si sente ripetere dai suoi datori di lavoro prima di ogni nuovo incarico. Un uomo buono che finisce sempre per sembrare responsabile di qualche misfatto. E per ironia la sua vocazione lavorativa è proprio accollarsi colpe non sue, portando il cliente insoddisfatto all'esasperazione della pietà fino a fargli dimenticare il motivo della sua protesta.
Malaussène non è solo un capro espiatorio, è anche un "capo tribù": il capo della sua strana famiglia fatta solo di fratelli e sorelle, e una madre sempre in fuga ed innamorata, intorno a cui ruotano personaggi, a volte di dubbia legalità, che rappresentano il carattere multietnico di Belleville. È un uomo che ama profondamente la sua donna e il bambino che gli darà e che vive le gelosie e le preoccupazioni di ogni fratello maggiore.
Nei romanzi della saga di Malaussène, caratterizzati dalla comune notevole valenza stilistica, i sentimenti del protagonista sono vivissimi e intensi, e Pennac si esprime con una semplicità disarmante, usando parole che non possono che essere d'amore verso la finta realtà che descrive.

## Interpretazioni
Claudio Bisio ha interpretato a teatro il monologo sulla paternità pubblicato in Italia nella prima parte di "Ultime notizie dalla famiglia".